# Nuevo Centro de Población Ganadero Papagayos
Nuevo Centro de Población Ganadero Papagayos är en ort i Mexiko.   Den ligger i kommunen Ciudad del Maíz och delstaten San Luis Potosí, i den centrala delen av landet, 300 km norr om huvudstaden Mexico City. Nuevo Centro de Población Ganadero Papagayos ligger 988 meter över havet och antalet invånare är 468.
Terrängen runt Nuevo Centro de Población Ganadero Papagayos är huvudsakligen kuperad, men norrut är den bergig. Runt Nuevo Centro de Población Ganadero Papagayos är det glesbefolkat, med 11 invånare per kvadratkilometer. Närmaste större samhälle är Ciudad del Maiz, 16,2 km väster om Nuevo Centro de Población Ganadero Papagayos. I omgivningarna runt Nuevo Centro de Población Ganadero Papagayos växer huvudsakligen savannskog.